# John Cleese
John Marwood Cleese, (/ˈkliːz/; sinh ngày 27 tháng 10 năm 1939), là một diễn viên, diễn viên hài, nhà văn và nhà sản xuất phim người Anh. Ông đã đạt được thành công tại Liên hoan Fringe Edinburgh và là một nhà biên kịch và diễn viên trong chương trình truyền hình The Frost Report. Vào cuối những năm 1960, ông đồng sáng lập Monty Python, đoàn kịch hài chịu trách nhiệm về chương trình phác thảo Monty Python's Flying Circus và bốn bộ phim Monty Python: And Now for Something Completely Different, Monty Python and the Holy Grail, Life of Brian và The Meaning of Life. Vào giữa những năm 1970, Cleese và người vợ đầu tiên Connie Booth đồng sáng tác và đóng vai chính trong bộ phim sitcom của Anh Fawlty Towers. Sau đó, ông đóng vai chính với Kevin Kline, Jamie Lee Curtis và đồng nghiệp Python cũ Michael Palin trong các bộ phim A Fish Called Wanda và Fierce Creatures, cả hai đều do ông viết kịch bản. Ông cũng đóng phim Clockwise, và cũng xuất hiện trong nhiều phim khác, bao gồm hai phim James Bond với vai R và Q, hai phim Harry Potter và ba phim Shrek cuối cùng. Với nhà biên kịch cho Yes Minister - Antony Jay - ông đã đồng sáng lập ra Video Arts, một công ty sản xuất làm phim đào tạo giải trí. Năm 1976, Cleese đồng sáng lậpra chương trình từ thiện The Secret Policeman's Ball để gây quỹ cho tổ chức nhân quyền Ân xá Quốc tế.

## Sách tiểu sử
- The Rectorial Address of John Cleese, Epam, 1971, 8 pages
- Cleese Encounters: The Unauthorized Biography of Monty Python Veteran John Cleese, Jonathan Margolis, St. Martin's Press, 1992, ISBN 0-312-08162-6
- The Human Face (with Brian Bates) (DK Publishing Inc., 2001, ISBN 978-0-7894-7836-8)
- Foreword for Time and the Soul, Jacob Needleman, 2003, ISBN 1-57675-251-8 (paperback)
- So, Anyway..., 2014, Crown Archetype, ISBN 038534824X

### Kịch bản
- The Strange Case of the End of Civilisation As We Know It, w/Jack Hobbs & Joseph McGrath, 1977  ISBN 0-352-30109-0
- Fawlty Towers, w/Connie Booth, 1977 (The Builders, The Hotel Inspectors, Gourmet Night)   ISBN 0-86007-598-2
- Fawlty Towers: Book 2, w/Connie Booth, 1979 (The Wedding Party, A Touch of Class, The Germans)
- The Golden Skits of Wing Commander Muriel Volestrangler FRHS & Bar, 1984  ISBN 0-413-41560-0
- The Complete Fawlty Towers, w/Connie Booth, 1988  ISBN 0-413-18390-4 (hardcover), ISBN 0-679-72127-4 (paperback)
- A Fish Called Wanda: The Screenplay, w/Charles Crichton, 1988  ISBN 1-55783-033-9
- Fawlty's Hotel: Sämtliche Stücke, w/Connie Booth, (The Complete Fawlty Towers in German), Haffmans Verlag AG Zürich, 1995

### Lời thoại
- Families and How to Survive Them, w/Robin Skynner, 1983  ISBN 0-413-52640-2 (hardc.), ISBN 0-19-520466-2 (p/back)
- Life and How to Survive It, w/Robin Skynner 1993  ISBN 0-413-66030-3 (hardcover), ISBN 0-393-31472-3 (paperback)

## Sách đã xuất bản
- Cleese, John (2014). So, Anyway... Crown Archetype. ISBN 978-0385348249.